# Грудзёндз (гмина)
Грудзёндз (пол. Grudziądz) — сельская гмина (волость) в Польше, входит как административная единица в Грудзёндзский повет, Куявско-Поморское воеводство. Население — 10 085 человек (на 2004 год).

## Сельские округа
1. Дусоцин
2. Соснувка
3. Гоголин
4. Грабовец
5. Тужнице
6. Венгрово
7. Мокре
8. Скаршевы
9. Руда
10. Розгарты
11. Пеньки-Крулевске
12. Нова-Весь
13. Штынваг
14. Сверкоцин
15. Малы-Рудник
16. Стары-Фольварк
17. Бялы-Бур
18. Закужево
19. Вельке-Льниска
20. Вельки-Велч
21. Пяски
22. Парски
23. Шиных
24. Валдово-Шляхецке
25. Бранкувка
26. Гад

## Соседние гмины
1. Гмина Хелмно
2. Гмина Драгач
3. Грудзёндз
4. Гмина Грута
5. Гмина Нове
6. Гмина Плужница
7. Гмина Радзынь-Хелминьски
8. Гмина Рогузьно
9. Гмина Садлинки
10. Гмина Стольно